# Microphotus fragilis
Microphotus fragilis är en skalbaggsart som beskrevs av E. Olivier 1912. Microphotus fragilis ingår i släktet Microphotus och familjen lysmaskar. Inga underarter finns listade i Catalogue of Life.